# Afrikaanse sikkelvis
De Afrikaanse sikkelvis (Drepane africana) is een straalvinnige vis uit de familie van Drepaneidae, orde van baarsachtigen (Perciformes). De vis kan maximaal 45 centimeter lang en 750 gram zwaar worden.

## Leefomgeving
Drepane africana komt in zeewater en brak water voor. De soort komt voor in tropische wateren in de Atlantische Oceaan op een diepte van 10 tot 75 meter.

## Relatie tot de mens
Drepane africana is voor de visserij van beperkt commercieel belang. In de hengelsport wordt er weinig op de vis gejaagd.